# Laura DeMarco
Laura Grace DeMarco és una matemàtica i professora de matemàtiques a la Universitat Harvard. La seva recerca se centra en els sistemes dinàmics i l'anàlisi complexa.
DeMarco va obtenir el doctorat a la Universitat Harvard l'any 2002 sota la supervisió de Curtis T. McMullen. Va obtenir una NSF Postdoctoral Fellowship i va ser L. E. Dickson Instructor a la Universitat de Chicago del setembre de 2002 a l'agost de 2005. Va ser també professora ajudant a la Universitat de Chicago, i llavors es va traslladar a la Universitat d'Illinois a Chicago, on va obtenir una plaça fixa i va ser ascendida a professora. Es va traslladara a la Universitat Northwestern dins 2014, i va ser promoguda a Henry S. Noyes Professor de Matemàtiques l'any 2019, abans que es mudés a la Universitat Harvard al 2020.
DeMarco és una organitzadora del GROW (Graduate Research Opportunities for Women).
L'any 2013 va esdevenir membre de la Societat Americana de Matemàtiques. Al 2017, va rebre el Premi Ruth Lyttle Satter de Matemàtiques de l'AMS per les seves contribucions en dinàmica complexa, teoria potencial, i l'emergent camp de la dinàmica aritmètica. Al 2020, DeMarco va ser elegida membre de l'Acadèmia Nacional de Ciències dels Estats Units.
Va ser conferenciant convidada al Congrés Internacional de Matemàtics de 2018, parlant en la secció en Sistemes Dinàmics i Equacions Diferencials Ordinàries.